# 9-Aminoakridin
A 9-aminoakridin (INN: acridine) protozoonok és baktériumok elleni helyi fertőtlenítő. Az elfertőződött sebben található számos mikroorganizmus ellen hatásos.
1948-ban felfedezték, hogy gátolja a fibroblasztok(en) (fiatal kötőszöveti sejtek) osztódását.
Működése a nukleinsavakkal való kölcsönhatásán alapul. Kísérletekben mutagén vegyületként és sejten belüli pH-indikátorként használják.
Erősen fluoreszcens tulajdonságú.
Az utóbbi években kutatások folynak a HIV elleni felhasználására.

## Fizikai/kémiai tulajdonságok
Sárga, tű alakú kristály. Középerős bázis. Alkoholban jól, kloroformban kevéssé, éterben nagyon kevéssé, vízben és n-oktanolban(en) nem oldódik. Fenaminsavból, tioakridonból vagy akridonból(en) állítják elő.

## Készítmények
Önállóan, hidroklorid formában:
- Aminopt

Számos gyógyszerkombináció része.
Magyarországon nincs forgalomban.